# C18H24N2O4
化学式C18H24N2O4（摩尔质量：332.4 g/mol）可能指：
- 安卡洛尔，CAS号：75748-50-4
- 异噁酰草胺，CAS号：82558-50-7

|  | 这个同类索引页列出了具有相同分子式的化学物（即同分異構體）条目。 除非您是有意链接至本页，否则应将相应条目的内部链接指向正确的条目。 |